# Acanella arbuscula
Acanella arbuscula is een zachte koraalsoort uit de familie Isididae. De koraalsoort komt uit het geslacht Acanella. Acanella arbuscula werd in 1862 voor het eerst wetenschappelijk beschreven door Johnson.